# Księga z Cerne

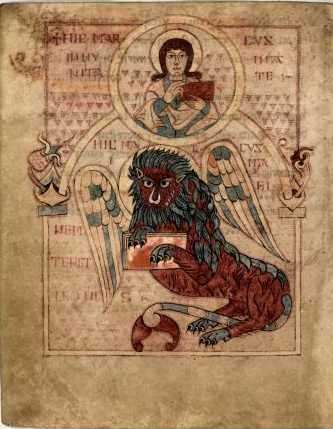
Karta z manuskryptu z miniaturą przedstawiającą św. Marka

Księga z Cerne – rękopiśmienny prywatny modlitewnik anglosaski datowany na początek IX wieku. Obecnie znajduje się w zbiorach biblioteki uniwersyteckiej University of Cambridge (sygnatura Ll. 1. 10).
Księga ma wymiary 231×183 mm; jej obecna oprawa, wykonana z owczej skóry, pochodzi z XVIII wieku. Na podstawie analizy paleograficznej przyjmuje się, że powstała na terenie Mercji. Na podstawie pojawiającego się na karcie 21 akrostychu zawierającego słowa Aedelwald epicopus część badaczy za zleceniodawcę księgi uważa biskupa Etelwalda z Lichfield (818–830), chociaż inni dopatrują się w nim biskupa Lindisfarne o tym samym imieniu (721–740).
Środkową część księgi stanowi wczesnośredniowieczny manuskrypt liczący 98 kart in folio, będący rodzajem prywatnego modlitewnika. Zawiera on sporządzoną w języku staroangielskim zachętę do modlitwy oraz teksty łacińskie: fragmenty z ewangelii poświęcone męce i zmartwychwstaniu Jezusa, 74 hymny i modlitwy (z anglosaskimi glosami), fragmenty psałterza oraz apokryficzną opowieść o zstąpieniu Chrystusa do piekieł. Manuskrypt zdobią 4 całostronicowe wielobarwne miniatury z przedstawieniami ewangelistów i ich symboli, a także ozdobne inicjały.
Poza wczesnośredniowiecznym modlitewnikiem księga zawiera obecnie także datowane na XIII–XV wiek pergaminowe karty (26 na początku i 27 na końcu księgi), zawierające dokumenty dotyczące opactwa w Cerne Abbas (stąd nazwa księgi). Przypuszczalnie księga jednak nigdy nie znajdowała się w opactwie, a karty te dołączono do niej po reformacji. W 1697 roku manuskrypt stanowił własność Johna Moore’a, biskupa Norwich. Po jego śmierci został w 1715 roku przekazany przez króla Jerzego I Uniwersytetowi w Cambridge.